# Pardosa glacialis
Espèce
Pardosa glacialis est une espèce d'araignées aranéomorphes de la famille des Lycosidae.

## Répartition et habitat
Cette espèce se rencontre dans le nord-est de la Russie, au Groenland, au Canada (jusqu'à la Baie Lady Franklin au nord) et en Alaska. Elle vit dans les landes et tourbières. Elle évite les endroits venteux et passe les périodes particulièrement froides dans les fissures du sol et sous les pierres. 

## Description
Cette espèce mesure environ 7 mm. Le céphalothorax est brun foncé voire noir dans la zone oculaire, marqué de trois bandes plus claires mais discrètes. L'abdomen affiche la même couleur ainsi que des poils blancs à la base et de légères taches claires, qui s'estompent avec l'âge.

## Alimentation
L'espèce se nourrit principalement de Chironomidae. Elle consomme également des mouches mais vise essentiellement les plus petites et a tendance à rejeter les plus grosses en conditions expérimentales. Pardosa glacialis affiche également de nettes tendances cannibales.

## Reproduction
Historiquement, les spécimens capables de produire deux couvées par an étaient rares, mais une étude de l'université d'Aarhus au Danemark a montré que leur proportion augmente significativement à mesure que le changement climatique allonge la saison chaude en arctique. 

## Systématique et taxinomie
L'espèce Pardosa glacialis a été décrite pour la première fois en 1872 par Tord Tamerlan Teodor Thorell sous le protonyme Lycosa glacialis.
Pardosa glacialis a pour synonyme :
- Pardosa umanaki Gertsch, 1933[7]
- Lycosa glacialis Thorell, 1872[4]

## Publication originale
- (da) T. Thorell, « Om några Arachnider från Grönland », Öfversigt af Kongliga Vetenskaps-Akademiens Förhandlingar, vol. 29,‎ 1872, p. 147-166 (lire en ligne)